# Putz von Rolsberg

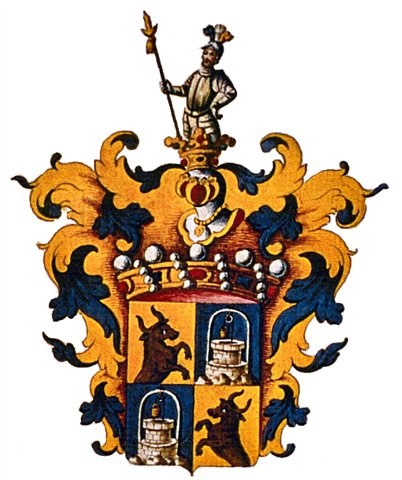
Wappen der Freiherren Putz von Rolsberg

Die Freiherren Putz (Butz) von Rolsberg, in alten Büchern auch Butz von Rohlsberg, Rollsperg genannt, sind ein aus dem Rheinland stammendes österreichisches Adelsgeschlecht, das bereits im frühen 15. Jahrhundert erwähnt wird. Die Familie ist zu Unterscheiden von den Freiherren Putz von Breitenbach bzw. den Putz von Adlersthurn.

## Geschichte

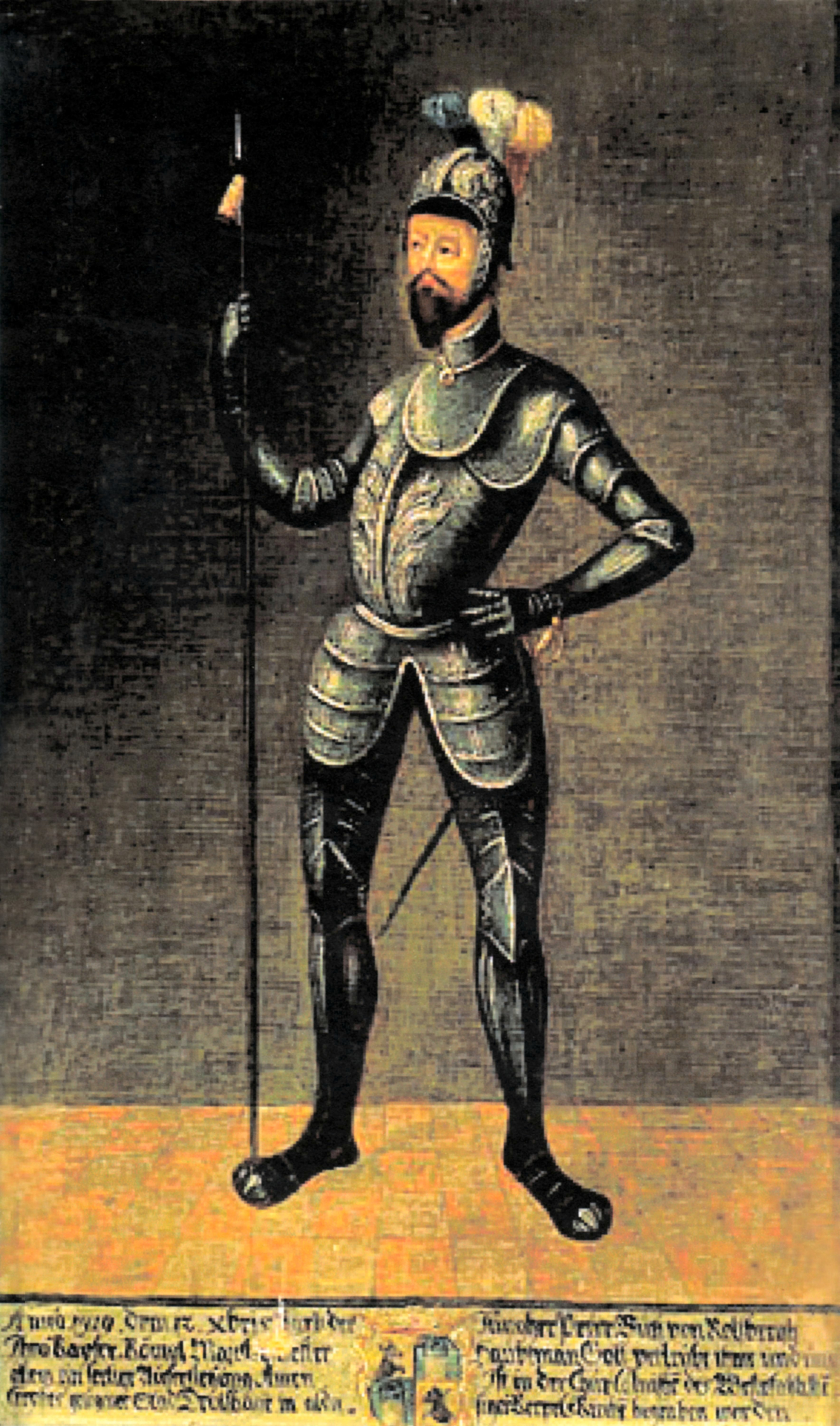
Peter Butz von Rohlsbergh mit Wappen 15. Jh., Darstellung aus dem 17. Jh.

Der älteste bekannte Ahnherr der Freiherren Putz von Rolsberg war Peter Butz von Rohlsbergh, kaiserlicher Hauptmann, welcher am 12. Dezember 1419 zu Drolshagen starb und in der dortigen Kirche begraben wurde. Er führte bereits das Stammwappen.
Das Epitaph war 1950 noch erhalten.
Am 20. März 1472 wurde ein Peter Butz von Rollsberg erwähnt, der seinen Adelsstand bestätigt bekam. In der unterhalb der Ruine Staufenberg (Kreis Gießen) entstandenen Siedlung erbauten sich die Herren von Rolsberg einen stattlichen Burgmannensitz, die sogenannte Unterburg.
Die Familie war über lange Zeit im militärischen Dienst tätig.
So starb Johann Butz von Rolsberg (* um 1585; † 1621) in kaiserlichen vornehmen Kriegsdiensten. Er war vermählt mit Barbara von Schinder. Dessen Sohn Johann Heinrich Butz von Rolsberg (* um 1610; † 1645), im Kurfürstlich Kölnischen Obristen Lohnischen Regiment zu Pferd Obrister Wachtmeister erlag seinen Kriegsverletzungen. Er heiratete Margaretha von Henkang. Im Verlauf ihrer Geschichte stellte sie auch mehrere bekannte geistliche Würdenträger und Politiker.
In einer kaiserlichen Urkunde vom 23. August 1694 wurde das Adelsgeschlecht als ein 200-jähriges anerkannt und zugleich in den Reichsritterstand aufgenommen, das sodann am 30. Dezember 1734 das ungarische Baronat und Indigenat erhielt und schließlich am 3. Juli 1781 in den erbländisch-österreichischen und böhmischen Freiherrenstand mit „Hochgeboren“ erhoben wurde.
Wegen der Zuteilung der Postmeisterei in Zlabings (Slavonice) zog die Familie nach Mähren. Vor Ort kauften und verkauften sie verschiedene Güter, bis sie 1792 Herren auf Leitersdorf und Ölhütten wurden. Dort blieben die Rolsbergs bis zu ihrer Enteignung und Vertreibung 1945 durch den tschechoslowakischen Staat.

## Kurzbiographien

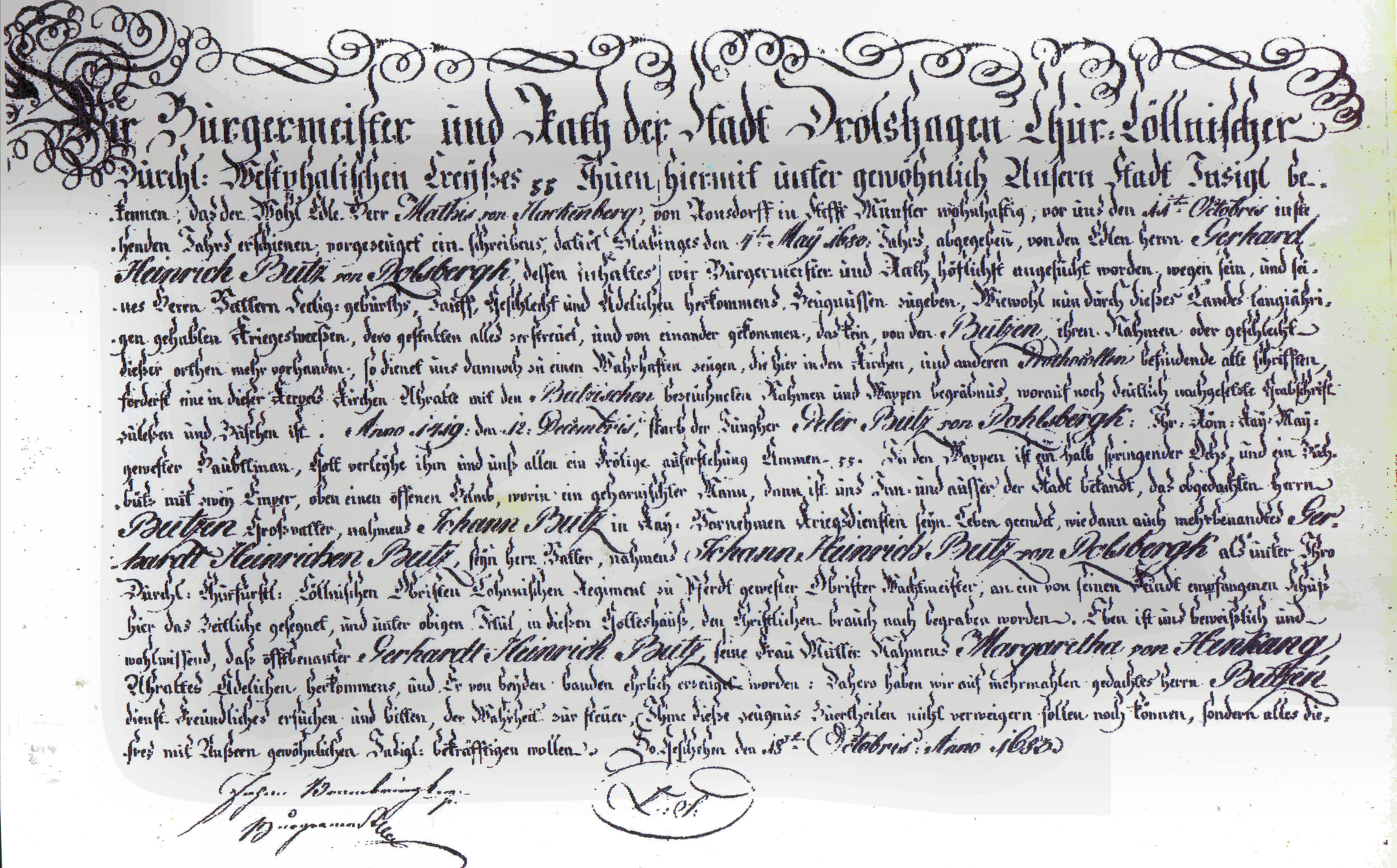
Dokument der Stadt Drolshagen vom 18. Oktober 1683

### Gerhard Heinrich Butz von Rolsberg
Des Johann Heinrich Sohn Gerhard Heinrich Ritter Butz von Rolsberg (1637–1710) war anfänglich Kürassier unter der Leibgarde Papst Alexander VII., trat 1662 in österreichische Kriegsdienste im gräflich Bräunerschen Regiment und schlug sich vorzüglich in der Schlacht gegen die Türken bei St. Gotthard in Ungarn (1664).
Zum Lohn für seine Dienste erhielt er die wichtige Stelle als k. k. Postmeister in Zlabings (Slavonice).
Der Magistrat der Stadt Drolshagen bestätigte ihm seine adlige Herkunft am 18. Oktober 1683.
Gerhard Heinrich kaufte am 14. September 1694 das nahe gelegene Gut Kirchwiedern (Kostelní Vydří) mit Brandlin im Iglauer Kreis (bis 1825) von Gottfried Ernst von Walddorf um 35.500, 1709 das Gut Borowna um 21.000 rheinische Gulden (fl.) und baute mit seiner Gemahlin Maria Helena geb. Hiltprand von Reinegg die St.-Antons-Kapelle in der Pfarrkirche zu Zlabings (1708), welche er zur Begräbnisstätte seiner Familie bestimmte.
Auf Vorschlag des zu Besuch weilenden Karmeliten-Generals Karl Graf Slawata (1641–1712) zu Neuhaus, ließ er auf einer Anhöhe bei Kirchwiedern eine Kapelle errichten (1709), darin ein Bild der Hl. Jungfrau vom Berge Carmel zur Verehrung aufgestellt wurde. Dies stellte den Beginn der bis heute bekannten Wallfahrtskirche „Unserer Lieben Frau vom Berge Carmel“ und des dazugehörigen Karmelitenklosters in Kirchwiedern dar.
Wegen seiner einstigen militärischen Verdienste und weil „das Geschlecht derer von Rolsberg im Kölner Erzbistum schon 200 Jahre früher für gut gehalten wurde“, erhob ihn Kaiser Leopold I. am 23. August 1694 in den Ritterstand und verlieh ihm gleichzeitig das Incolat in den böhmischen Ländern.

### Matthias Heinrich Butz von Rolsberg
Seine Neffen Hermann Anton, der früh verstarb, und Matthias Heinrich von Poest setzte Heinrich Gerhard zu seinen Universalerben ein und Kaiser Joseph I. bestätigte den Ritterstand und das Incolat für die böhmischen Länder am 4. Dezember 1706 mit Wappenbesserung.

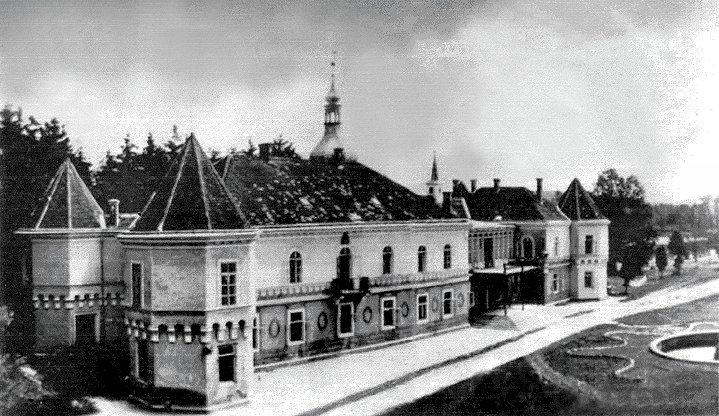
Schloss Maires, erbaut 1713 von Matthias Heinrich Butz von Rolsberg

Matthias Heinrich Baron Butz von Rolsberg (* 20. Januar 1673 in Zlabings; † 20. August 1748 auf Schloss Maires), gleichfalls kaiserlicher Postmeister zu Zlabings, verheiratet am 15. Februar 1700 in Zlabings mit Elisabeth Margaretha von und zu Goldegg und Lindenburg (1674–1753) auf Schloss Maires; erbte das Gut Kirchwiedern, kaufte 1713 auch das benachbarte Maires (Maříž) um 18.000 rheinische fl. und baute dort ein vom Grunde auf neues Schloss. Deswegen verkaufte er Borowna 1721 gewinnbringend.
Schloss Maires wurde wie der Ort im Zuge der Errichtung von Grenzbefestigungen (Eiserner Vorhang) in den 1950er Jahren zerstört.
Im Jahre 1737 ließ er eine größere, von ihm mit 200 Rheinischen Floren (Gulden) bestiftete Marienkapelle bauen und vom Suffraganbischof von Freienfels einweihen.
Kaiser Karl VI. verlieh ihm am 30. Dezember 1734 das ungarische Baronat und Indigenat.
Der Baron hinterließ den gesamten Besitz seinen sechs Söhnen. Da drei früh verstarben und zwei weitere geistliche Würdenträger wurden, fiel das Gesamterbe seinem Sohn Hermann Anton zu. Hermann Anton Ritter Putz von Rolsberg, kinderloser Bruder des Matthias Heinrich, baute eine weitere Kapelle nebst einem der schmerzhaften Mutter gewidmeten Altar in der Zlabingser Kirche (1711).
Hermann Anton Baron Butz von Rolsberg (* 23. Juli 1702 in Zlabings; † 6. Februar 1780 in Batelau), Sohn des Obigen, verheiratet am 6. Februar 1736 zu Zlabings mit Maria Anna von und zu Goldegg und Lindenburg (* 1715, † 1780), war Herr auf Kirchwiedern und Maires sowie Inhaber der k. k. Post zu Zlabings. Er setzte als Einziger das Geschlecht fort.
Joseph Ignaz Baron Butz von Rolsberg (* 1708 in Zlabings; † 1793 in Olmütz, beerdigt in Kirchwiedern), zweiter Sohn des Matthias Heinrich, ab 1750 Herr auf Kirchwiedern-Brandlin, überließ die Güter 1769 seinem Bruder Johann Matthias.

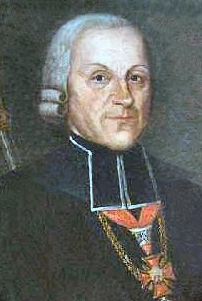
Joh. Mathias von Rolsberg

Er war zuerst Fähnrich im Damnizischen Regiment, beschritt jedoch danach die geistliche Laufbahn, war Archidiakon zu Troppau, erzbischöflicher Rat und Konsistorial-Assessor, Dom- und Kapitularherr in Olmütz, infulierter Propst bei St. Mauritz.
Joseph Ignaz ließ von 1746 bis 1752 die Marienkapelle zur Kirche erweitern und ein großes Klostergebäude für den Karmeliterorden sowie 1769 das Pfarrhaus in Kirchwidern bauen.
Johann Mathias (Matthias) Baron Butz von Rolsberg (1712–1803), ein weiterer Sohn des Matthias, war infulierter Olmützer Dompropst und Generalvikar, Rektor der theologischen Fakultät Olmütz.

### Maximilian Josef Franz Putz von Rolsberg
Maximilian (* 5. Oktober 1739 in Zlabings; † 15. März 1797 auf Schloss Leiterdorf), Sohn des Hermann Anton, war zuerst ab 1758 als Leutnant während des Siebenjährigen Krieges im militärischen, später im politischen Dienst, 1772 Kreiskommisär des Hradischen Kreises, ab 1774 kaiserlicher Rat und von 1777 bis 1784 Olmützer Kreishauptmann.

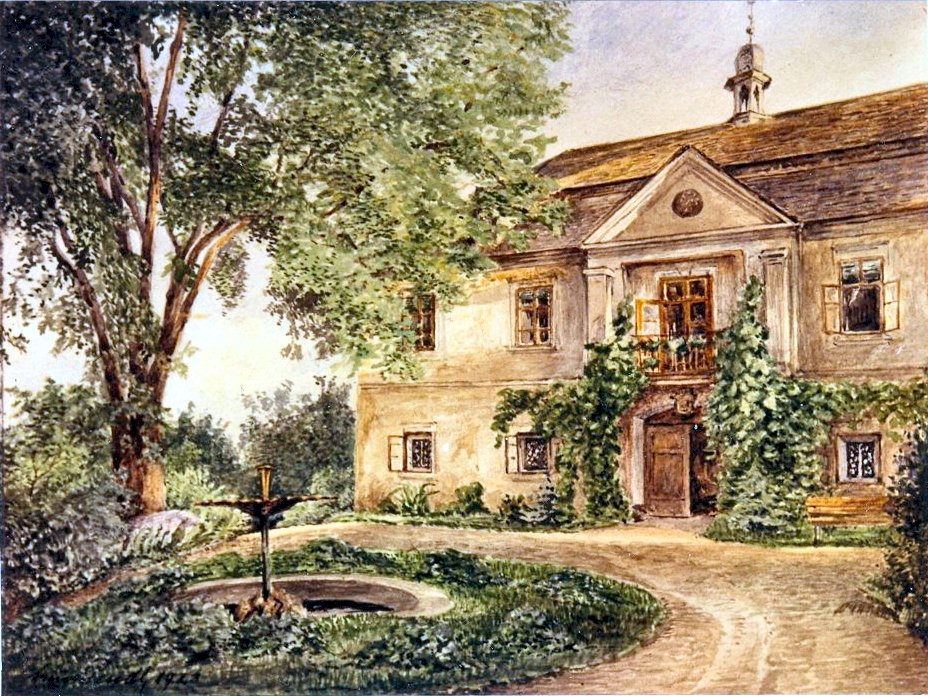
Schloss Leitersdorf bei Troppau, Neues Schloss, im 19. Jahrhundert

Er veräußerte Schloss Maires (30. Dezember 1790) und kaufte 1792 vom Erzbistum Olmütz das bischöfliche Lehensgut Leitersdorf  bei Troppau mit einem Katastralausmaß von 443 Hektar für  48.000 rheinische fl.

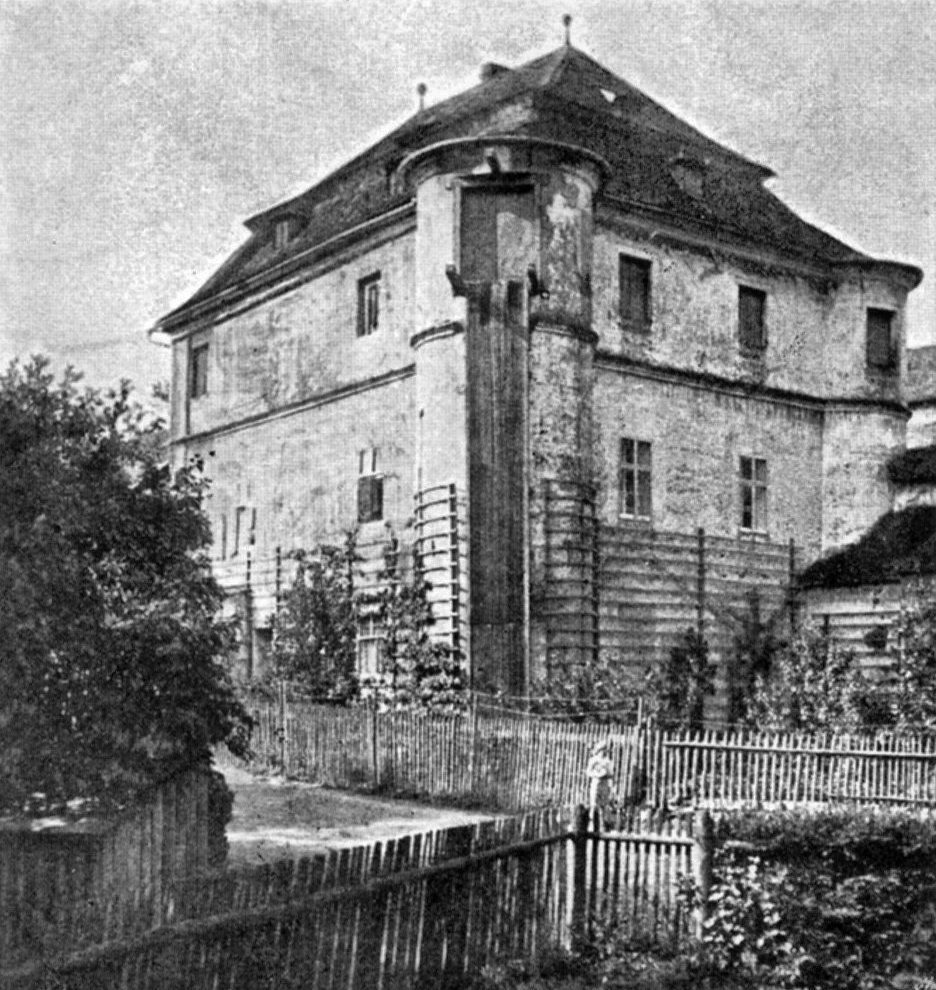
Schloss Leiterdorf (Altes Schloss) 1909

Weiters erbte er von seiner Schwiegermutter Maria Katharina Franziska de Paula Barbara Gräfin von Osteschau Weiss-Ölhütten (Bílá Lhota). Diese Allodialgüter standen der Familie noch bis zur Enteignung und Vertreibung 1945 zu.

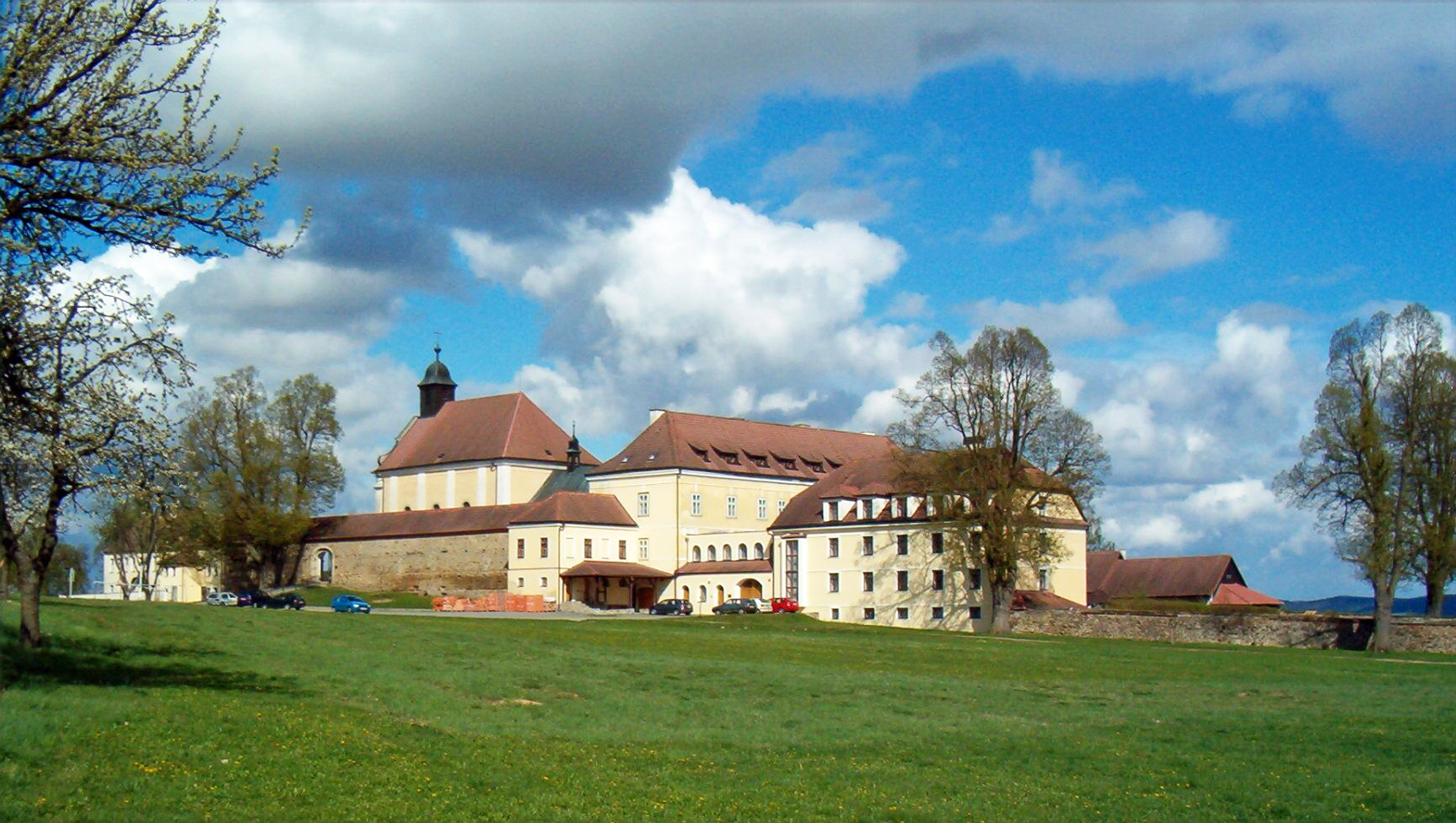
Kirche und Kloster der Karmeliter in Kirchwiedern (Kostelní Vydří), 2009

Die spätbarocke Kirche im Herzen des Karmeliterklosters in Kirchwiedern, erbaut 1787–1789, wurde von ihm in Auftrag gegeben und finanziert.
Kaiser Josef II. bestätigte dem kaiserlichen Rat und Kreishauptmann in Olmütz Maximilian Baron Butz von Rolsperg den ungarischen Freiherrenstand vom 30. Dezember 1734 und verlieh ihm auch den erbländisch-österreichischen und böhmischen Freiherrenstand mit „Hochgeboren“ zu Wien, am 3. Juli 1781, wegen seines altadeligen und ritterlichen Geschlechts, dann wegen seiner Militär- und Zivildienstleistung.
Der Baron heiratete am 25. Oktober 1770 in der Schlosskapelle zu Ratschitz Maria Anna Franziska de Paula Antonia Brigitta Contessa Braida di Ronsecco e Cornigliano (* 7. Oktober 1751 auf Schloss Ratschitz; † 20. Juni 1793 in Drnowitz).
Die beiden jüngeren Brüder Maximilians wurden ebenfalls geistliche Würdenträger:
- Adam Baron Butz von Rolsberg (1741–1826) widmete sich zuerst dem Kriegshandwerk im k. k. Harrachischen Regiment, bevor er in den Kajetanerorden eintrat.[24] Er wurde sodann Kremsierer Kanonikus (1780), Dom- und Kapitularherr in Olmütz, des königl. Domstifts zu Brünn Dom- und Kapitularherr.[25] Am 19. November 1825 gründete er in Kirchwiedern, zusammen mit seinem Bruder Anton, eine Stipendienstiftung für arme Jugendliche aus Zwittau und den dazugehörigen Gemeinden mit einem Anfangskapital von 12 500 fl. Sie sollten das Olmützer Gymnasium besuchen und anschließend Philosophie und Theologie studieren. Die Stipendiaten sollten dafür die Erinnerung an den Gründer der Stiftung und seinen Bruder aufrechterhalten, und für sie beten.[26]
- Anton Baron Butz von Rolsberg (* 11. Juli 1742 in Ungarisch Hradisch (Uherské Hradiště); † 13. Januar 1815 in Olmütz), war Pfarrer und Dechant in Zwittau, errichtete die Stiftung Zwittau, sodann Olmützer Domherr, Prälat und  Dekan der theologischen Fakultät von Olmütz, 1805 auch Propst von Kremsier.[25][27]

Anton Freiherr Putz von Rolsberg (* 8. Juli 1771; † 31. Dezember 1843), der älteste Sohn Maximilians, wurde katholischer Geistlicher.
Er war Herr auf Kirchwiedern und Lehen Leitersdorf, Doktor der Theologie, Propst des Kollegiatkapitels bei St. Mauritz (1805–1812), Prälat und Archidiakon des Domkapitels, Dom- und Kapitularherr von Olmütz, Archivar und Bibliothekar am Olmützer Metropolitankapitel, des Kardinals und Fürsterzbischofs von Olmütz Rudolph von Österreich Rat sowie infulierter Rektor bei St. Anna, auch infulierter Abt bei Unserer Lieben Frau zu Poroszló in Ungarn. Er war auch Herr über die Herrschaften Kirchwiedern, Leitersdorf mit Schloss und Oelhütten (1841), die er nach seiner Priesterweihe seinem jüngeren Bruder Josef überschrieb.

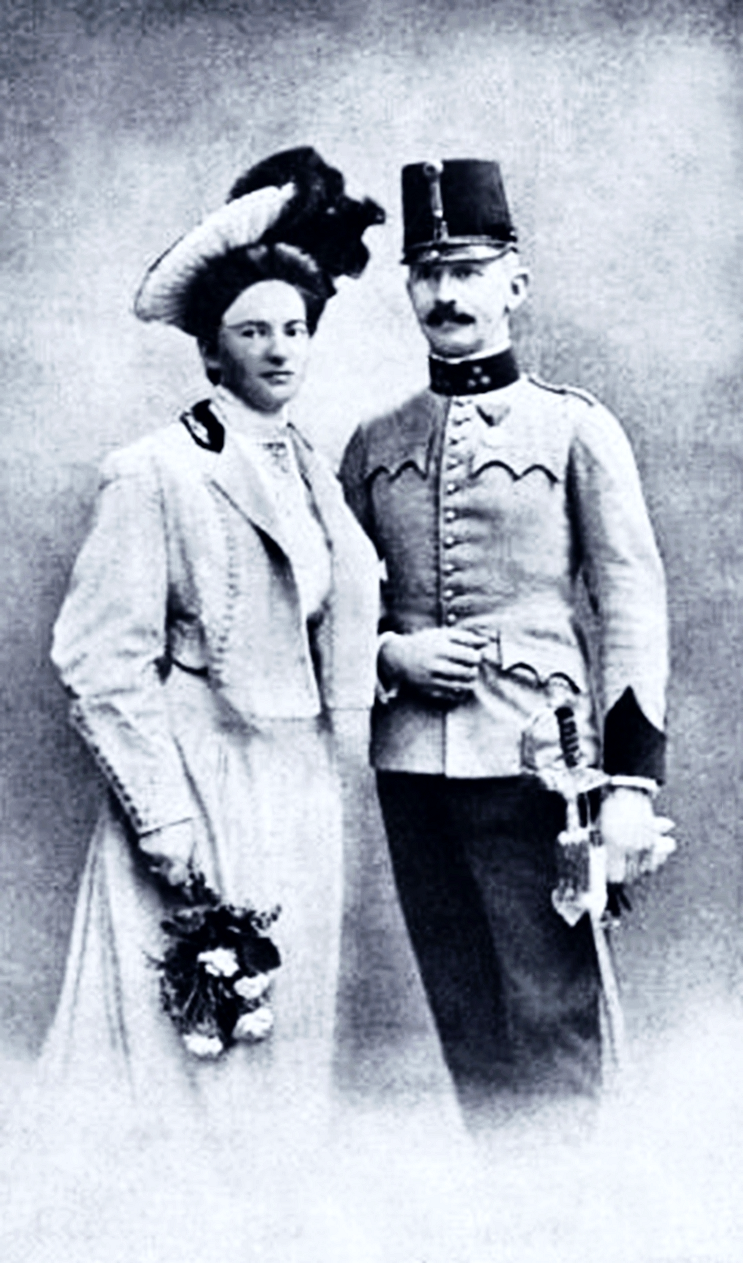
Emma von Rolsberg und Max Frölich von Frölichsthal

Philipp Maria Josef Franz Freiherr Putz von Rolsberg, k. k. Oberleutnant (* 27. August 1772 in Zlabings; † 28. August 1809 in Kremsier), verheiratet seit dem 11. September 1804 mit Josefa Paulina Vincenzia von Magino (* 1. November 1778; † 25. November 1842), war der einzige von Maximilians drei Söhnen, der den Stamm fortpflanzte. Er wurde in der Schlacht bei Wagram schwer verwundet. In Kremsier, privat gepflegt im Haus Hauptplatz Nr. 36, starb er einige Wochen danach, jedoch an Tuberkulose.
Josef Freiherr Putz von Rolsberg (15. September 1777; † 9. Mai 1841) war wirklicher kaiserlicher Kämmerer und Gubernialrat zu Olmütz sowie Herr auf Kirchwiedern und Leitersdorf mit Schloss sowie Oelhütten. Im Jahr 1825 verkaufte er Kirchwiedern an die Kirche, und sein Onkel Adam gründete dort eine Stipendienstiftung. Im Jahr 1841 vererbte er, da ledig und kinderlos geblieben, die verbliebenen Besitztümer, Leitersdorf und Oelhütten, seinem Neffen Maximilian Anton.

### Maximilian Anton Putz von Rolsberg

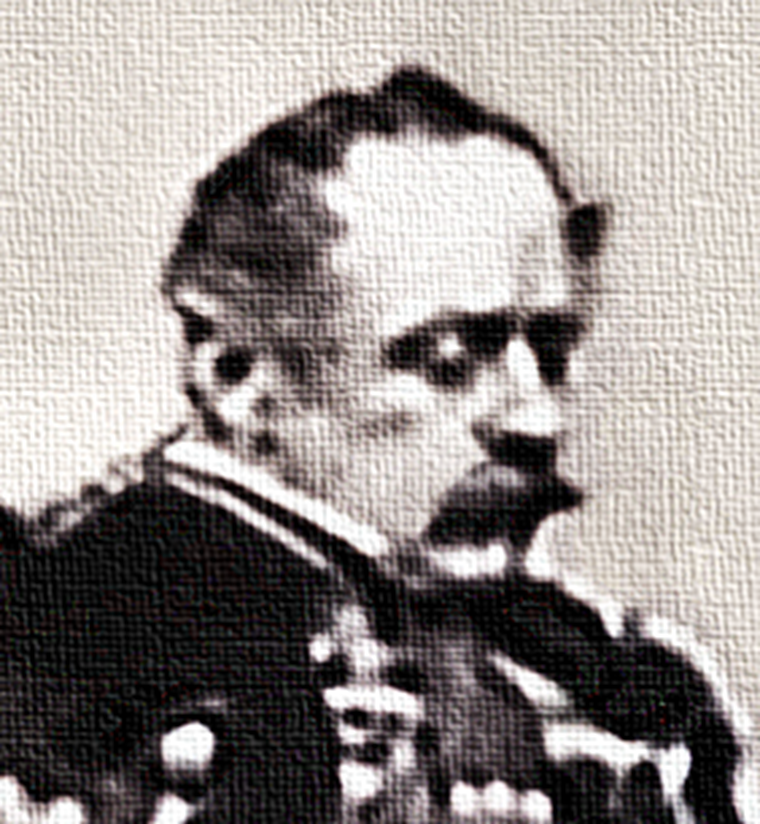
Max von Rolsberg

Maximilian Anton Freiherr Putz von Rolsberg auf Leitersdorf (1804–1872) in Troppau (Opava), k. k. Kämmerer, war ein österreichischer Wirtschaftswissenschaftler, erzbischöflicher Rat, Kommentator der päpstlichen gregorianischen Verordnungen und Mitglied des Mährischen Landtags sowie Mitglied des Abgeordnetenhauses des österreichischen Reichsrats (1871–1872). Er hatte maßgeblichen Anteil an der Gründung der Bauernkooperative zur Produktion von Zuckerrüben, den Bau der Zuckerraffinerie in Wawrowitz (Vávrovice), deren Vorsitzender er jeweils war (1869) sowie der Errichtung der bäuerlichen Aktiengesellschaft.
Er war mit Antonia Edle Cornides von Krempach (1827–1870), Tochter des Karl Edlen Cornides von Krempach (1791–1869), verheiratet. Das Paar hatte fünf Kinder, neben zwei Töchtern, drei Söhne: Maximilian (1845–1865), Anton Karl (1847–1894), der Anna Ottilie Gräfin von Bellegarde (1845–1929) ehelichte und Karl Borromäus (siehe unten). Antons Tochter Emma (* 28. Juli 1881 in Salzburg; † 8. Mai 1968 in Wien) ehelichte am 11. Januar 1906 in Görz den damaligen k. u. k. Rittmeister Max Ritter (1918 Freiherr) Frölich von Frölichsthal (* 2. August 1870 in Graz; † 17. Dezember 1933 in Kirchdorf an der Krems). Nur der jüngste Sohn Karl erhielt das Geschlecht im Mannesstamm.

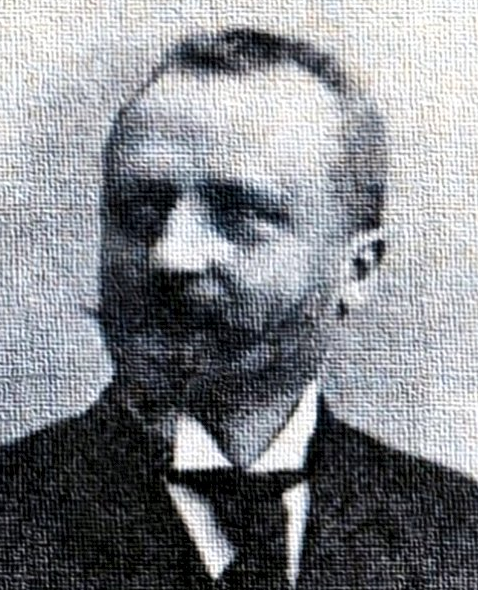
Karl von Rolsberg

### Karl(Carl) Borromäus Ferdinand Putz von Rolsberg
Karl  Borromäus Ferdinand Freiherr Putz von Rolsberg (1852–1921), war Rittmeister d. R., langjähriges Mitglied des Abgeordnetenhauses des österreichischen Reichsrats sowie Herr auf Leitersdorf (Litultovice) und Weiss-Oelhütten (Bílá Lhota). Er engagierte sich politisch und sozial für die Rechte der tschechischen Bevölkerung und war bei dieser sehr beliebt.
Der Freiherr verfügte testamentarisch die Aufteilung seines Besitzes und Vermögens auf seine vier Kinder bzw. deren Nachkommen.
Die Familie wurde 1946 aus der Tschechoslowakei vertrieben. Die Nachfahren leben heute in Deutschland, Frankreich, Kanada und Österreich.

## Wappen

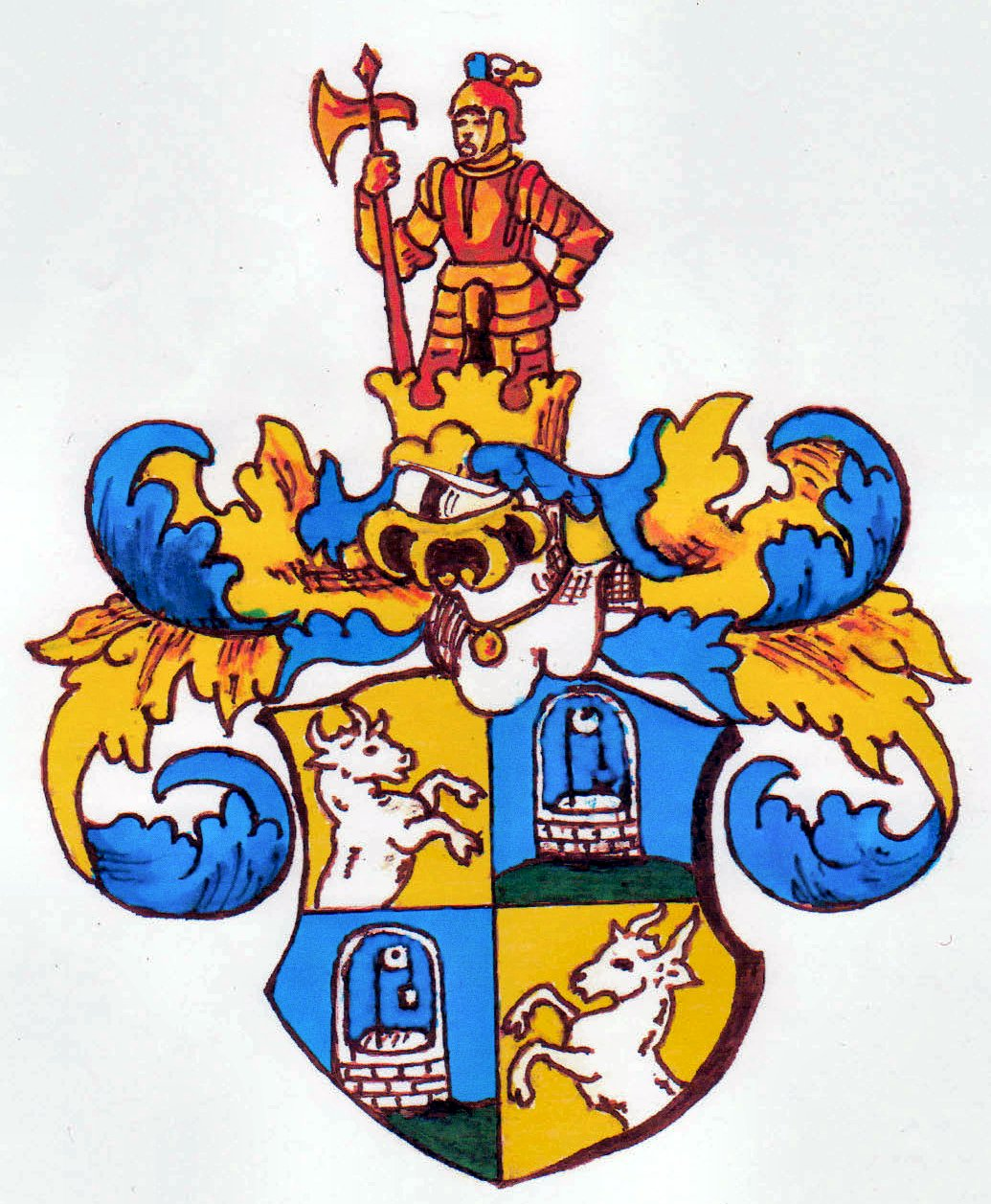
Wappen der Ritter Putz von Rolsberg 1694

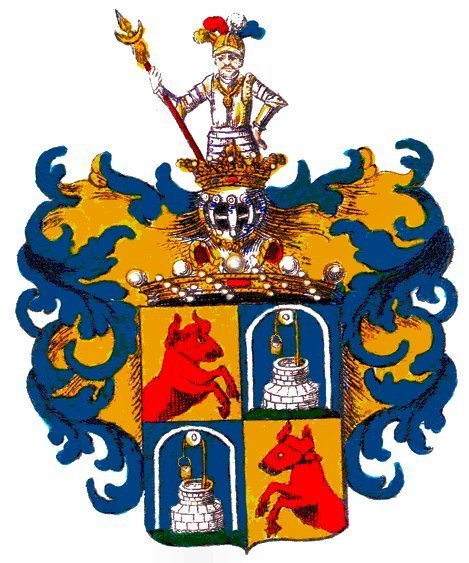
Wappen der Barone Butz von Rolsberg 1734

1694: Geviert, Feld 1 und 4 in Gold ein einwärts-gekehrter brauner Stier, Feld 2 und 3 (ein redendes Wappen, da „Putz“  (wie „Pütz“) die Bedeutung „Brunnen“ hat): in Blau ein aus grauen Quadern erbauter Ziehbrunnen mit Wassereimer. - Auf dem Helm mit blau-goldenen Decken ein vorwärts-wachsender Geharnischter mit Schnurr- und Kinnbart, die Sturmhaube besteckt mit drei Straußenfedern blau, weiß, gelb, in der gepanzerten Rechten eine braune Partisane mit goldener Spitze und goldenen Quasten schrägrechts haltend.
1734: Von Gold und Blau quadriert. 1 und 4 aus dem Fuße einwärts wachsender roter Ochse. 2 und 3 auf grünem Boden ein von silber, schwarz gefugten Quadern errichteter Ziehbrunnen mit zwei Eimern.
Kleinod: aus der Krone wachsender, vorwärts gekehrter geharnischter Mann mit in die Seite gestützter Linken, in der ausgestreckten Rechten eine auf der Krone aufstehende Partisane. Auf dem Helme des Mannes vier gold-rot-silbern-blaue Straußenfedern. - Decken: blau-golden. Schild und Kleinod wie 1694, über dem Schild die Baronatskrone.
1781: Quadriert. 1 und 4 in Gold aus dem Fuße einwärts wachsender brauner Ochse auf goldnem Feld. 2 und 3 in Blau an den Spitzen eines weißen Felsens ein runder, weißer, von Quadersteinen aufgeführter Brunnen und darüber ein goldener Zieheimer an einem silbernen Rade. Den Schild deckt eine freiherrliche Krone. Darauf ruht ein rechtsgewendeter, offener gekrönter, mit einem goldenen Kleinod versehener Turnierhelm.
Helmzier: Rechts gewendeter, bis an die Knie sichtbarer, geharnischter, braunbärtiger Mann mit einer goldenen Hellebarde samt goldener Quaste an einem braunen Stabe in der rechten Hand, die linke an der Seite haltend. Seine Sturmhaube hat drei Straußenfedern blau, silber, golden. Die Decken sind blau-golden herabhängend.